# Rum and Raybans
«Rum and Raybans» es una canción del rapero estadounidense Sean Kingston, con la voz de la cantante británica Cher Lloyd. Escrito por Cameron Forbes y producido por "The Elev3n", la canción es el segundo sencillo del tercer álbum de estudio de Kingston, Back 2 Life. Fue lanzado el 16 de noviembre de 2012 como una descarga digital, tanto en un entorno limpio y una versión explícita..

## Recepción crítica
La canción fue descrito como "sister song" a Pound the Alarm de Nicki Minaj.

## Video musical
Un lyric video fue subido a YouTube el 16 de octubre de 2012. The music video was released November 18, 2012. El video musical fue lanzado el 18 de noviembre de 2012. Muestra Kingston hace fiesta con otras personas, mientras que Cher Lloyd no aparece en el video. Chris Brown hace un cameo en el video.

## Lista de canciones
| N.º | Título                                                   | Duración |  |
| 1.  | «Rum and Raybans» (featuring Cher Lloyd)                 | 3:32     |  |
| 2.  | «Rum and Raybans (Clean Version)» (featuring Cher Lloyd) | 3:32     |  |

## Posicionamiento en listas
| Listas (2012–13)                         | Mejor posición |
| ---------------------------------------- | -------------- |
| Canadá (Canadian Hot 100)                | 68             |
| South Korea International Singles (Gaon) | 94             |
| US Hot Dance Club Songs (Billboard)      | 5              |